# Эмине-султан (дочь Абдул-Азиза)
Эмине́-султа́н (тур. Emine Sultan; 1873 год или 24 августа 1874 года, Стамбул — 30 января 1920 года, там же) — младшая дочь османского султана Абдул-Азиза от его четвёртой жены Несрин Кадын-эфенди.
Эмине воспитывалась в доме старшего единокровного брата Юсуфа Иззеддина-эфенди, поскольку осталась круглой сиротой в возрасте двух лет. Султан Абдул-Хамид II планировал выдать Эмине замуж за своего сына Мехмеда Абдулкадира-эфенди, однако девушка отказалась от этого брака. В 1901 году она вышла замуж Мехмеда Шерифа-пашу, с которым прожила 19 лет. Эмине тяжело переживала самоубийство брата Юсуфа Изеддина-эфенди в 1916 году и тоже пыталась покончить с собой. Она скончалась в Стамбуле после непродолжительной болезни в 1920 году.

## Биография

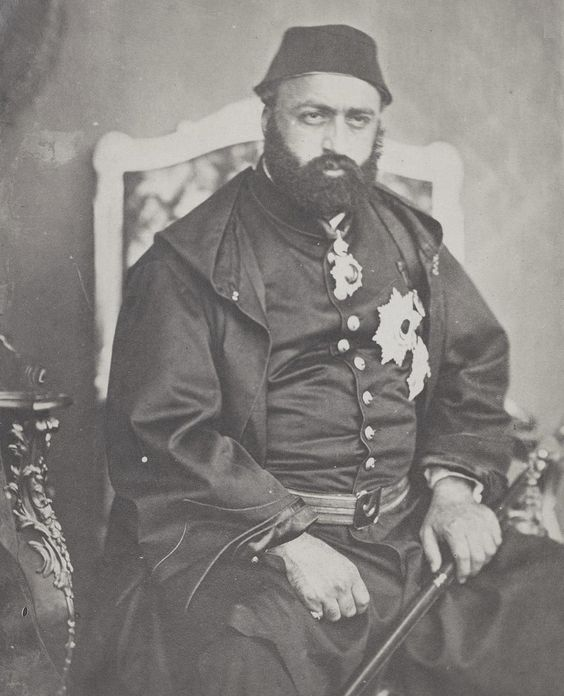
Отец Эмине султан Абдул-Азиз

Эмине-султан родилась во дворце Долмабахче в Стамбуле в семье Абдул-Азиза и его четвёртой жены Несрин Кадын-эфенди и была младшей из переживших младенчество дочерей султана. По поводу даты рождения Эмине историки расходятся во мнении: турецкие историки Недждет Сакаоглу и Чагатай Улучай писали, что родилась она в два часа ночи в воскресенье 24 августа 1874 года (11 раджаб 1291 года по хиджре), однако османист Энтони Олдерсон, ссылаясь на работу «Султан Азиз» Халука Шехсувароглу, указал датой её рождения 1973 год и отметил, что «в таком случае Эсма и Эмине — близнецы». Эмине стала второй дочерью Абдул-Азиза, носящей это имя: старшая Эмине-султан родилась в конце 1866 года и скончалась в январе 1867 года; матерью её, вероятно, была третья жена султана Эдадиль Кадын-эфенди. Совершенно точно полнородным братом Эмине был шехзаде Мехмед Шевкет-эфенди, также Олдерсон и турецкий мемуарист Харун Ачба считали её полнородной сестрой Эсму-султан; помимо этого Мехмеда Шевкета, Эсмы и Эмине-старшей у младшей Эмине было девять единокровных братьев и сестёр.
30 мая 1876 года в результате государственного переворота отец Эмине был свергнут и через несколько дней был найден мёртвым при странных обстоятельствах; ещё неделю спустя умерла Несрин Кадын-эфенди, и двухлетняя Эмине осталась круглой сиротой, после чего воспитывалась под присмотром старшего единокровного брата Юсуфа Иззеддина-эфенди.
Кузен Эмине султан Абдул-Хамид II хотел выдать её за своего сына шехзаде Мехмеда Абдулкадира-эфенди, однако Эмине не согласилась, поскольку до неё дошли слухи, что шехзаде ведёт распутный образ жизни. 12 сентября 1901 года с позволения Абдул-Хамида II Эмине-султан в возрасте 27 лет вышла замуж за Мехмеда Шерифа-пашу, сына Чавдароглу Ахмеда Шюкрю-паши. Турецкий историк и писатель Ибнюлемин Махмут Кемаль Инал в работе «Последние Великие Визири» писал, что супругам по распоряжению султана был выделен особняк бывшего великого визиря Мехмеда Садыка-паши, располагавшийся на улице Чаршикапы. Улучай отмечал, что брак, продлившийся 19 лет, был вполне счастливым.
1 февраля 1916 года в своём особняке в Шишли был найден мёртвым Юсуф Иззеддин-эфенди; предположительно, он совершил самоубийство. Эмине тяжело переживала случившееся и даже пыталась совершить самоубийство, прыгнув с высоты в бассейн. 30 январе 1920 года Эмине скончалась после непродолжительной болезни и была похоронена в тюрбе султана Махмуда II. В связи со смертью султанши было выпущено официальное сообщение дворца, ставшее одним из последних сообщений о представителях династии в газетах. По желанию вдовца Эмине Мехмеда Шерифа-паши на её могиле была выбита надпись «Эмине-султан нашла пристанище в розовых садах рая (1338)».